# Internet Research
Internet Research is een internationaal, aan collegiale toetsing onderworpen wetenschappelijk tijdschrift op het gebied van de informatiesystemen en telecommunicatie. De naam wordt in literatuurverwijzingen meestal afgekort tot Internet Res. Het is opgericht in 1991 en wordt uitgegeven door Emerald Group Publishing.